# 弗里堡 (明尼蘇達州)
弗里堡（英語：Freeburg）是位於美國明尼蘇達州休斯頓縣的一個非建制地區。

## 歷史
弗里堡的郵局於1858年設立，其後於1947年停運。此地得名自德國城市弗赖堡。

## 地理
弗里堡所處的海拔為高於海平面209米（即686英呎），而該地所採用的時區為UTC-6，即北美中部時區（CST）。同時該地設有夏令時間，為UTC-6調快一小時，即UTC-5（CDT）。